# Флашка, Герман
Герман Флашка (англ. Hermann Flaschka; 25 марта 1945, Эбларн, Австрия — 18 марта 2021, Тусон) — американский физик и математик, профессор Аризонского университета, известный своим важным вкладом в теорию вполне интегрируемых систем (солитонные решения).

## Биография
Семья иммигрировала из Австрии  в США, когда Флашка был подростком. Они жили в Атланте, Джорджия. Его отец Херменегильд Арвед Флашка (1915–1999) преподавал химию в Технологическом институте Джорджии. Герман получил степень бакалавра в Технологическом институте Джорджии в 1967 году. В числе его достижений был «Награда Уильяма Гилмера Перри для первокурсников за английский язык», при том что английский язык для него не родной.  Получил докторскую степень в Массачусетском технологическом институте в 1970 году под руководством Гилберта Стрэнга,  название диссертации «Асимптотические разложения и гиперболические уравнения с несколькими характеристиками».

## Карьера
По окончании университета он работал постдоком в Университете Карнеги-Меллона до 1972 года. Профессор Аризонского университета до выхода на пенсию в 2017 году. Приглашенный профессор в нескольких учреждениях, в том числе в Университете Кларксона (1978–1979), Киотском университете RIMS (1980–1981) и Федеральной политехнической школе Лозанны (2002).
Флашка внес важный вклад в теорию вполне интегрируемых систем. Он показал, что уравнения цепочки Тоды вполне интегрируемы, то есть их решение представимо в виде комбинации солитонов для любых начальных условий. Он предложил усреднённые по осцилляциям уравнения, описывающие многофазные решения уравнения Кортевега-де Фриза.
В 1980 году он стал соучредителем журнала англ. Physica D : Nonlinear Phenomena и много лет был его редактором.
В 1995 году он получил премию Норберта Винера по прикладной математике. В 2012 году он стал почётным членом Американского математического общества.

## Избранные публикации
- H. Flashka. On the Toda lattice II (англ.) // Progr. Theor. Phys. — 1974. — Vol. 51, iss. 3. — P. 703—716. — doi:10.1143/PTP.51.703.
- H. Flashka,  M. G. Forest,  D. W. McLaughlin. Multiphase averaging and the inverse spectral solution of the Korteweg–de Vries equation (англ.) // Commun. Pure Appl. Math.. — 1980. — Vol. 33. — P. 739–784. — doi:10.1002/cpa.3160330605.